# Sliver - The Best of the Box
Sliver - The Best of the Box è un album del gruppo grunge statunitense Nirvana, pubblicato nel 2005.
Si tratta di una selezione delle migliori registrazioni apparse sul precedente box With the Lights Out; all'interno di Sliver hanno trovato spazio tre brani mai pubblicati: Spank Thru dal demo del 1985 Fecal Matter, Sappy del 1990, registrata a Seattle e prodotta da Jack Endino, Come as You Are registrata durante le prove effettuate prima di Nevermind e presente nel demo Boombox.
Fra le tracce sono presenti anche la cover di Heartbreaker dei Led Zeppelin, il brano Old Age (non rientrato nella lista tracce di Nevermind) e una versione demo di All Apologies registrata da Kurt Cobain a casa sua.

## Tracce
1. Spank Thru (1985 Fecal Matter demo)
2. Heartbreaker (live) (Led Zeppelin cover)
3. Mrs. Butterworth (rehearsal demo)
4. Floyd the Barber (live)
5. Clean Up Before She Comes (home demo)
6. About a Girl (home demo)
7. Blandest (studio demo)
8. Ain't It a Shame (studio demo) (Leadbelly cover)
9. Sappy (1990 studio demo)
10. Opinion (solo acoustic - radio appearance)
11. Lithium (solo acoustic - radio appearance)
12. Sliver (home demo)
13. Smells Like Teen Spirit (boom box version)
14. Come as You Are (boom box version)
15. Old Age (Nevermind outtake)
16. Oh, the Guilt
17. Rape Me (home demo)
18. Rape Me (band demo)
19. Heart-Shaped Box (band demo)
20. Do Re Mi (home demo)
21. You Know You're Right (home demo)
22. All Apologies (home demo)

## Classifiche
| Anno | Classifiche                       | Posizione |
| ---- | --------------------------------- | --------- |
| 2005 | BBC Radio 1 Chart                 | No. 6     |
| 2005 | Official Canadian Albums Chart    | No. 12    |
| 2005 | Billboard Top 200 (US)            | No. 21    |
| 2005 | Official Austrian Albums Chart    | No. 26    |
| 2005 | Official Greece Albums Chart      | No. 26    |
| 2005 | Official Italian Albums Chart     | No. 43    |
| 2005 | Official UK Albums Chart          | No. 56    |
| 2005 | Official Argentinian Albums Chart | No. 77    |
| 2005 | Official Switzerland Albums Chart | No. 87    |
| 2005 | Official German Albums Chart      | No. 97    |